# Daisy Curwen
Margaret „Daisy” Curwen (ur. 6 grudnia 1889 w Liverpoolu, zm. 25 czerwca 1982 w Wallasey) – angielska pływaczka reprezentująca Wielką Brytanię, uczestniczka igrzysk olimpijskich.
Reprezentowała barwy Westminster Ladies Swimming Club.
Przed V Igrzyskami Olimpijskimi w 1912 roku w Sztokholmie, Curwen była główną faworytką do złotego medalu. Była wtedy aktualną rekordzistką świata na dystansie 100 metrów stylem dowolnym. 29 września 1911 roku w Liverpoolu poprawiła czasem 1:24,6 rekord świata należący do Belgijki Claire Guttenstein. Później, 10 czerwca 1912 roku w Birkenhead poprawiła swój rekord czasem 1:20,6.
Podczas igrzysk w Sztokholmie Curwen wystartowała w jednej konkurencji pływackiej, 100 metrów stylem dowolnym. Wystartowała w drugim wyścigu eliminacyjnym, który zwyciężyła czasem 1:23,6. Jej największa rywalka Australijka Fanny Durack w czwartym wyścigu odebrała jej rekord świata, co czyniło rywalizację jeszcze bardziej ekscytującą. Obie przeszły fazę półfinałową, lecz do ich pojedynku o złoto nie doszło, gdyż Curwen musiała zrezygnować ze startu z powodu zapalenia wyrostka robaczkowego. Jej miejsce w finale zajęła Niemka Grete Rosenberg.